# لگد اول
لگد اول (به انگلیسی: KiCk i) چهارمین آلبوم استودیویی از تهیه‌کنندهٔ موسیقی الکترونیک ونزوئلایی آرکا می‌باشد. این اثر بین شهرهای بارسلونا و لندن ضبط شده و در ۲۶ ژوئن سال ۲۰۲۰ از سوی ایکس‌ال رکوردینگز منتشر گردید. چهار تک‌آهنگ از این اثر ارائه شد: «غیردوگانه»، «زمان»، «مکترفه» و «کی‌ال‌کی» به‌همراهٔ روسالیا. آرکا در این آلبوم با هنرمندانی نظیر بیورک، شایگرل و سوفی همکاری نموده‌است. این آلبوم نامزد جایزه بهترین آلبوم رقص/الکترونیک در شصت و سومین دورهٔ جوایز گرمی و همچنین بهترین آلبوم موسیقی آلترناتیو در بیست و دومین دورهٔ جوایز لاتین گرمی شد.